# Gymnasium Dachsberg
Das Gymnasium Dachsberg ist eine römisch-katholische Privatschule der Oblaten des hl. Franz von Sales im ehemaligen Schloss Dachsberg in der Marktgemeinde Prambachkirchen im Bezirk Eferding in Oberösterreich. Ursprünglich ein reines Humanistisches Gymnasium, werden heute die Schulformen Gymnasium und Oberstufenrealgymnasium angeboten.

## Geschichte
Im Jahr 1921 kaufte der Salesianer-Orden das Schloss Dachsberg in der oberösterreichischen Gemeinde Prambachkirchen von der Centralbank der deutschen Sparkassen. Das Schloss wurde im 17. und 18. Jahrhundert errichtet, nachdem 1672 die Burg Dachsberg, die im Besitz der Adelsfamilie Daxberger (auch Dachsberger) war, niederbrannte. Zusätzlich erwarben die Salesianer auch die Landwirtschaft Gröswang und 1926 den neben dem Schloss gelegenen Meierhof.
Schon im Dezember 1920 kamen die ersten 24 Schüler von Schmiding, wo seit 1902 Schüler von Sales-Oblaten unterrichtet worden waren. Zunächst waren die Schüler nur als Privatisten in Dachsberg und mussten ihre Prüfungen zunächst im Stiftsgymnasium Kremsmünster, später im Bundesgymnasium Ried ablegen. Im Schuljahr 1935/36 gab es erstmals alle vier Klassen des Untergymnasiums in Dachsberg, davor waren es nur zwei bzw. drei.
Während des Zweiten Weltkrieges wurde das Gymnasium gegen den Willen des damaligen Schulleiters Karl Eisenbarth geschlossen. Nur einige wenige Patres durften bleiben, um das Schloss zu betreuen. Dieses wurde im Krieg schwer beschädigt. In den letzten Kriegstagen wurde es von amerikanischen Truppen beschossen. 
Nach dem Zweiten Weltkrieg wurde der Schulbetrieb mit dem Schuljahr 1945/46 mit wenigen Schülern wieder aufgenommen. Direktor wurde wieder Karl Eisenbarth. Ab 1948/49 gab es dann wieder alle vier Klassen des Untergymnasiums mit 63 Schülern. Die Schule wurde als Humanistisches Gymnasium geführt. Die Schülerzahl stieg in den nächsten Jahren kontinuierlich bis etwa 100, was bis 1980, solange Dachsberg als reine Internatsschule für Buben geführt wurde, auch so blieb. 
In diese Zeit fallen schrittweise Erweiterungen des Gebäudes – so wurden beispielsweise eine Kapelle und ein neues Internatsgebäude errichtet – aber auch erst im Jahr 2010 bekannt gewordene Missbrauchsfälle. Die jüngsten dokumentierten Vorfälle von sexuellen Übergriffen auf Schüler des Internats reichen ins Jahr 1998 zurück. Im Jahr 2017 gelangte weitere Fälle schweren sexuellen Missbrauchs aus den 1970er Jahren sowie gewalttätiger Übergriffe aus den 1980er Jahren an die Öffentlichkeit.
Da es sich bei Dachsberg nur um eine gymnasiale Unterstufe handelte, besuchte ein Großteil der Schüler im Anschluss die Oberstufe des Bundesgymnasiums in Ried. Als sich abzeichnete, dass das Modell des vier-klassigen Untergymnasiums auslaufen wird, stand der Salesianerorden um 1980 vor der Entscheidung, das Gymnasium zu schließen oder es auszubauen. Man entschied sich schließlich für Zweiteres. Die Schule wurde auch für externe Schüler geöffnet und eine Oberstufe eingeführt, wodurch erstmals die Möglichkeit entstehen sollte, in Dachsberg die Matura abzulegen. Im Jahr 1989 maturierten die ersten beiden Klassen in Dachsberg. Bis 2009 haben 710 Schüler das Gymnasium Dachsberg mit der Reifeprüfung abgeschlossen. In diesem Jahr gab es erstmals drei Maturaklassen.
Von 1980 bis in das erste Jahrzehnt des neuen Jahrtausends wuchs die Schüler- und Klassenzahl stetig an, wodurch auch viele Umbaumaßnahmen nötig waren. Neben Umbauten im Schloss, wurde dieses Anfang der 1990er durch einen Neubau erweitert. Der Meierhof wurde zum Ordenshaus umgebaut und 2000 eine Mehrzweckhalle errichtet. Von 2010 bis 2011 wurde das Internatsgebäude zu Klassen umgebaut, und so befinden sich zurzeit die ersten Klassen (Erdgeschoß) und die dritten Klassen (1. Stock) in diesem Südtrakt des ehemaligen Internats. Im zweiten Stock befinden sich Oberstufenklassen und die Pausenhalle für die Schüler der vierten bis achten Klassen.
Im Frühjahr 2016 begannen die umfassenden Renovierungsarbeiten im Verwaltungstrakt der Schule, der neben Direktion, Sekretariat und Administration auch zahlreiche Klassenräume beherbergt. Die Renovierung umfasste außerdem den Kreativbereich im dritten Stock des Schlosses. Des Weiteren wurde der Verwaltungstrakt im Erdgeschoß um einen Anbau – den sogenannten „AudiDax“ – erweitert. Dieser multimediale Anbau fungiert als Teilungsklasse und wird für klassenübergreifende Schularbeiten sowie die schriftliche Reifeprüfung genutzt. Die Renovierungsarbeiten konnten rechtzeitig zu Schulbeginn im Herbst 2016 fertiggestellt werden.

## Situation heute und Bildungsangebot
Heute (Stand 2021) umfasst die Schule 39 Klassen und etwa 90 Lehrerinnen und Lehrer.
Das Gymnasium Dachsberg zeichnet sich laut eigenen Angaben durch seine Vielfalt aus. Am Gymnasium Dachsberg kann man vor der 3. Klasse zwischen Latein und Französisch als zweite Fremdsprache auswählen, ab der 5. Klasse gibt es auch die Wahl für Spanisch. Als Wahlpflichtgegenstand kann ab der 6. Klasse noch eine weitere Sprache – Italienisch, Tschechisch oder Chinesisch – gewählt werden. Neben dem neusprachlichen Schwerpunkt setzt die Schule einen naturwissenschaftlichen Schwerpunkt, die um mehrjährige Lehrgänge und Kurse vertieft werden können. Seit dem Schuljahr 2010/11 gibt es neben dem jetzt bestehenden neusprachlichen Gymnasium auch ein Oberstufenrealgymnasium mit Schwerpunkt auf Naturwissenschaften.
Seit dem Schuljahr 2017/18 hat das Gymnasium Dachsberg ein neues Zeitmodell eingeführt. Die Unterrichtsstunden dauern seit dieser Änderung nicht mehr 50 Minuten, sondern 70 Minuten. Zusätzlich gibt es sogenannte „Flex-Zeiten“, 40-minütige Einheiten, welche die Schüler nutzen können, um zu lernen oder Arbeitsaufträge zu erledigen. Die Schüler können dabei frei wählen, in welchen Klassen oder bei welchen Lehrern sie die Flex-Zeit verbringen, da sie sich über die Schulhomepage anmelden können. Durch dieses Zeitmodell soll die Selbstständigkeit und das Zeitmanagement gefördert werden.
Da das Gymnasium Dachsberg eine Privatschule ist, ist Schulgeld zu zahlen. Dieses beträgt 126 Euro im Monat und ist zehn Mal im Jahr zu entrichten (Stand 2025).

## Leitung
| 1921–1936 | Pater Peter Walle        |
| 1936–1939 | Pater Karl Eisenbarth    |
| 1946–1969 | Pater Karl Eisenbarth    |
| 1969–1976 | Pater Emmerich Buritsch  |
| 1976–1986 | Pater Josef Bieregger    |
| 1986–1990 | Pater Willibald Preining |
| 1990–1999 | Pater Johann Angleitner  |
| 1999–2001 | Franz Danksagmüller      |
| 2001–2023 | Pater Ferdinand Karer    |
| 2023-     | Christian Feurstein      |

## Persönlichkeiten (Schüler)
- Gustaf Adolf Neumann (1924–2013), Verleger und Journalist
- Herbert Fischer (1940–2019), CSU-Politiker
- Robert Seeber (* 1955), ÖVP-Politiker
- Ralph Schallmeiner (* 1976), Grünen-Politiker
- Sarah Wassermair (* 1988), Drehbuchautorin
- Thomas Antlinger (* 1994), SPÖ-Politiker
- Bagher Ahmadi (* 1996), Schauspieler

## Veranstaltungen
- Musical- und Theaterproduktionen
- Dachsberg on Stage
- Dachsberger Advent
- Maturaball jeweils am ersten Freitag oder Samstag nach Neujahr